# Mahajanga
Mahajanga (francuski: Majunga od starog imena naselja), peti po veličini grad na sjeverozapadnoj obali Madagaskara sa 149 863 stanovnika,  upravno središte Regije Boeni, distrikta Mahajanga I. i provincije Mahajanga.
Grad je središte sveučilišta osnovanog 1977., u sklopu malegaškog sveučilišta, koje od 1988. djeluje kao neovisna institucija.

## Povijest
Naselje Majungu osnovali su u 17. stoljeću Antalaotri, jedna mješavina domorodačkih plemena koji su tu živjeli prije napada Sakalava, Arapa i afričkih domorodaca.
Mahajanga je u 18. stoljeću postala prijestolnica lokalnog kraljevstva plemena Boina, nakon što ju je zauzeo njihov kralj Tsimanatro (Andriamandisoarivo) (sin kralja Menabea).
Ime Mahajanga (na svahiliju naselje cvijeća) dali su mu arapsko-komorski trgovci koji su se počeli naseljavati tu zbog unosne trgovine robovima.
Kralj plemena Merina, i prvi vladar Madagaskara Radama I. zauzeo je Mahajangu 1824. godine.
Nakon toga grad je postao baza pirata iz plemena Sakalava koji su iz te odlične prirodne luke kretali na obližnje otoke i afričku obalu u potrazi za robovima. Još od početka 19. stoljeća američki brodovi počeli su rabiti luku kao bazu za trgovinu s istočnom obalom Afrike i Zanzibarom, što je trajalo sve do 1845. kad je malegaška kraljica Ranavalona I. zabranila trgovinu s Amerikancima koja je obnovljena tek nakon 1861. kad je vlast u zemlji preuzeo kralj Radama II.
Kad je počelo nedostajati radne snage lokalni trgovci i zemljoposjednici počeli su naseljavati pripadnike plemena Antesaka, Antemoro i Antandroj, tako da je današnja Mahajanga kozmopolitski grad u kojem danas žive pripadnici gotovo svih 18 etničkih skupina koje žive na Madagaskaru i brojni potomci mozabičkih robova.
Suvremena Mahajanga počela se formirati tek oko 1880. kad se tu naselila zajednica od oko 200 trgovaca s Indijskog potkontinenta. Oko njih je vladala zbrka, osobito oko njihova pravnog statusa, jer su se oni najčešće izjašnjavali kao malegaški domoroci kako bi izbjegli zakone protiv robovlasništva i gradnju kamenih kuća. Tada je bila zabranjena podanicima Britanskog Carstva, dok su za plovidbu do obližnje afričke obale rabili jedrenjake s francuskom zastavom.
Od tad počinje ubrzano naseljavanje grada u koji su se doselili brojni muslimani s Indijskog potkontinenta; Kodže, ismailiti Bohore, a kasnije i hinduisti. 
Francuzi su zauzeli Mahajangu 1895. i iz nje započeli zauzimanje Madagaskara.
U gradu je 1911. živjelo 4 480 Indijaca, a to je tad bilo 21% ukupnog stranog stanovništva (oni su bili druga po veličini zajednica stranaca nakon Francuza). Nakon nacionalizacije privatnih poduzeća 1970., mnogi indijski trgovci bili su prisiljeni napustiti Mahajangu, oni koji su ostali uglavnom su bili siromašni i neobrazovani. Pretpostavlja se da su indijski trgovci do 2000. nadzirali 50-60% gospodarstva zemlje, što ih je učinilo metom revolta sedamdesetih godina 20. stoljeća.
Povijesno središte grada je maleno, ograničeno uglavnom na luku i okolne arapske građevine iz 19. stoljeća. Današnja Mahajanga je grad suvremenih građevina s katoličkom (1959.) i protestantskom katedralom i velikim brojem džamija. Grad je imao brojne iseljenike s Komora, tako da ih je bilo skoro jednako kao i lokalnog malegaškog stanovništva sve do velikih međuetničkih sukoba 1976. – 1977., kad ih je većina protjerana na Komore. Posljednjih godina njihov broj ponovno raste. 

## Geografska i klimatska obilježja
Mahajanga leži na obali Mozambičkog kanala na početku Zaljeva Bombetoka u koji se ulijeva rijeka Betsiboka koja tu ima veliku deltu. Grad je udaljen oko 549 km od glavnog grada Antananariva i 793 km od Antsiranane koja leži sjeveroistočno. Klima je vruća tropska, prosječna dnevna temperatura je oko 30°C. Dugo sušno razdoblje od skoro 8 mjeseci čini Mahajangu omiljenim turističkim odredištem, zbog svojih dojmljivih pješčanih plaža s kokosovim palmama u pozadini i odlične klime.
| Klimatološki srednjaci za Mahajangu (6 m) | Klimatološki srednjaci za Mahajangu (6 m) | Klimatološki srednjaci za Mahajangu (6 m) | Klimatološki srednjaci za Mahajangu (6 m) | Klimatološki srednjaci za Mahajangu (6 m) | Klimatološki srednjaci za Mahajangu (6 m) | Klimatološki srednjaci za Mahajangu (6 m) | Klimatološki srednjaci za Mahajangu (6 m) | Klimatološki srednjaci za Mahajangu (6 m) | Klimatološki srednjaci za Mahajangu (6 m) | Klimatološki srednjaci za Mahajangu (6 m) | Klimatološki srednjaci za Mahajangu (6 m) | Klimatološki srednjaci za Mahajangu (6 m) | Klimatološki srednjaci za Mahajangu (6 m) |
| mjesec                                    | sij                                       | velj                                      | ožu                                       | tra                                       | svi                                       | lip                                       | srp                                       | kol                                       | ruj                                       | lis                                       | stu                                       | pro                                       | godina                                    |
| ----------------------------------------- | ----------------------------------------- | ----------------------------------------- | ----------------------------------------- | ----------------------------------------- | ----------------------------------------- | ----------------------------------------- | ----------------------------------------- | ----------------------------------------- | ----------------------------------------- | ----------------------------------------- | ----------------------------------------- | ----------------------------------------- | ----------------------------------------- |
| srednji maksimum, °C                      | 31,1                                      | 30,8                                      | 32,0                                      | 32,5                                      | 32,0                                      | 31,0                                      | 30,8                                      | 31,4                                      | 32,1                                      | 32,5                                      | 32,2                                      | 31,3                                      | 31                                        |
| srednji minimum, °C                       | 23,6                                      | 23,8                                      | 23,6                                      | 22,9                                      | 20,6                                      | 18,6                                      | 18,0                                      | 18,4                                      | 19,6                                      | 22,0                                      | 23,5                                      | 23,7                                      | 20                                        |
| oborine, mm                               | 401                                       | 385                                       | 196                                       | 69                                        | 8,6                                       | 0,7                                       | 1,8                                       | 2,9                                       | 2,3                                       | 19,9                                      | 118                                       | 278                                       | 123,5                                     |
| Izvor:                                    |                                           |                                           |                                           |                                           |                                           |                                           |                                           |                                           |                                           |                                           |                                           |                                           |                                           |

## Gospodarstvo i promet
Mahajanga je druga po veličini luka Madagaskara nakon Toamasine. Zbog malog gaza u luku mogu uploviti samo manji brodovi do 150 bruto tona, veći brodovi se sidre na pučini, a teret se s njih na obalu prebacuje teglenicama. Uragan Gafilo je u ožujku 2004. teško oštetio lučka postrojenja i gatove tako da je lučki prostor smanjen. Iz grada se najviše izvoze kontejnerima smrznute kozice.
Grad posjeduje i zračnu luku (IATA: MJN ICAO: FMNM) iz koje postoje linije za obližnje otočne skupine Komore i Mayotte. Državnom cestom br. 4 grad je povezan s Antananarivom.
Mahajanga je danas značajno industrijsko središte Madagaskara; prerada poljoprivrednih proizvoda, tvornica konzervi, sapuna, šećera i cementa. Ipak su i danas ribolov, stočarstvo i izvoz drvene građe (baobab) najvažnije gospodarske grane u regiji. U okolini grada uzgajaju se i kava, riža, šećerna trska, indijski oraščić, manioka, pamuk i palme rafija. 
U posljednje vrijeme u gradu se razvija i turizam zbog dojmljivih plaža i očuvane prirode.

## Vanjske poveznice
- Mahajanga na portalu Encyclopædia Britannica
- Turistički ured Provincije Mahajanga  Arhivirana inačica izvorne stranice od 31. listopada 2015. (Wayback Machine)
- Luka Mahajanga, na portalu ports.com  Arhivirana inačica izvorne stranice od 29. ožujka 2013. (Wayback Machine)